# Charles Coulson
Charles Alfred Coulson (Dudley, 13 de dezembro de 1910 — Oxford, 7 de janeiro de 1974) foi um químico inglês.
Foi professor da Cátedra Rouse Ball de Matemática da Universidade de Oxford, de 1952 a 1972. Em 1972 tornou-se professor de química teórica da Universidade de Oxford.
Coulson foi laureado com a Medalha Davy de 1970.

## Obras
- Electricity. Edinburgh: Oliver and Boyd ; New York: Interscience Publishers, 1948.
- Valence. London [u.a.]: Oxford Univ. Press, 1952.
- Waves : a mathematical account of a common types of wave motion. 7. ed., repr. Edinburgh [u.a.]: Oliver & Boyd [u.a.] , 1958.
- Dictionary of pi-electron calculations. Oxford [u.a.]: Pergamon Press, 1965.
- The shape and structure of molecules. Oxford: Clarendon Press, 1973.
- Coulson, Charles A.; O’Leary, Brian; Mallion, Robert B.: Hückel theory for organic chemists. London: Acad. Pr., 1978.